# Загрязкин, Дмитрий Александрович
Дми́трий Алекса́ндрович Загря́зкин (22 сентября 1902, Калязин, Тверская губерния — 1982, Москва) — советский инженер-технолог, конструктор станков, лауреат Ленинской премии (1958).

## Биография
Дмитрий Загрязкин родился 22 сентября 1902 года в Калязине. В 1933 он окончил Московский механико-машиностроительный институт.
В 1940—1958 работал главным технологом завода «Станкоконструкция». С сентября 1958 года — начальник лаборатории зубчатых передач ЭНИИМС.
Загрязкин автор изобретений, повышающих точность работы станков.

## Награды
- Ленинская премия (1958) — за участие в разработке конструкции и промышленном освоении гаммы высокопроизводительных автоматизированных станков для обработки конических зубчатых колёс